# Thomas Rivers
Thomas Rivers (* 18. September 1819 im Franklin County, Tennessee; † 18. März 1863 bei Somerville, Tennessee) war ein US-amerikanischer Politiker. Zwischen 1855 und 1857 vertrat er den Bundesstaat Tennessee im US-Repräsentantenhaus.

## Werdegang
Thomas Rivers genoss eine gute Grundschulausbildung. Danach absolvierte er das La Grange College in Alabama. Nach einem anschließenden Jurastudium und seiner im Jahr 1839 erfolgten Zulassung als Rechtsanwalt begann er in Somerville in seinem neuen Beruf zu arbeiten. Rivers diente viele Jahre in der Staatsmiliz von Tennessee, in der er bis zum Brigadegeneral aufstieg.
In den 1850er Jahren schloss er sich der kurzlebigen American Party an. Bei den Kongresswahlen des Jahres 1854 wurde er als deren Kandidat im zehnten Wahlbezirk von Tennessee in das US-Repräsentantenhaus in Washington, D.C. gewählt, wo er am 4. März 1855 die Nachfolge von Frederick Perry Stanton antrat. Da er im Jahr 1856 auf eine weitere Kandidatur verzichtete, konnte er bis zum 3. März 1857 nur eine Legislaturperiode im Kongress absolvieren. Diese war von den Ereignissen im Vorfeld des Bürgerkrieges bestimmt.
Nach seinem Ausscheiden aus dem US-Repräsentantenhaus praktizierte Thomas Rivers wieder als Anwalt. Er starb am 18. März 1863 auf seiner Plantage im Fayette County.